# Szeplőtelen fogantatás székesegyház (Comayagua)
A Szeplőtelen fogantatás székesegyház (spanyolul: Catedral de la Inmaculada Concepción) a hondurasi Comayagua város egyik legjelentősebb műemléke. Különleges értéke az az óra, amelyet még III. Fülöp spanyol király adományozott a város korábbi templomának: ma ez az egész amerikai kontinens legrégebbi működő órája.

## Története
A templom 1650 és 1715 között épült, az építkezésben mintegy 18 indián falu népe vett részt. A munkálatok még Alonso Vargas y Abarca püspök idején indultak, Juan Pérez Carpintero idején folytatódtak, és Antonio López de Guadalupe idején fejeződtek be. Ez a templom azért is különleges, mert ez lett Amerika első székesegyháza. A gyarmati időkben csak spanyolok látogatták, itt kötött házasságot Honduras egyik nemzeti hőse, Francisco Morazán is. Az 1774-es földrengésben megrongálódott (és egyik tornyát is elvesztett) templom felújítása Mariona Estrada és Manuel Ramírez építészek tervei alapján történt meg. A belváros megújítási programjának keretében a 21. század elején is rendbetették az épületet, ezúttal a Hondurasi Embertani és Történelmi Intézet irányításával és a Spanyol Együttműködési Ügynökség közreműködésével.

## Az épület
A templom Comayagua 36 épülettömbnyi területetre kiterjedő történelmi belvárosában áll, ebből egy fél tömbnyi helyet foglal el. Ezt a tömböt délről a 4., északról az 5. utca határolja, tőle nyugatra pedig a Plaza Central León Alvarado nevű tér található. A templom háromhajós, öt kupolája és egy tornya van, amelyben nyolc harang található, valamint a harmadik szinten az az óra, amelyet még III. Fülöp spanyol király adományozott. A főhomlokzat szintjeit párkányok választják el egymástól, ezek között pedig négy-négy (az attikafal két oszlopával együtt összesen 14) oszlop osztja három részre a falfelületet. A helyi állat- és növényvilágból vett motívumokkal gazdagon díszített homlokzaton nyolc szoborfülke is található, a legfelső szintet pedig egy mixtilineáris attikafal zárja.

## Képek

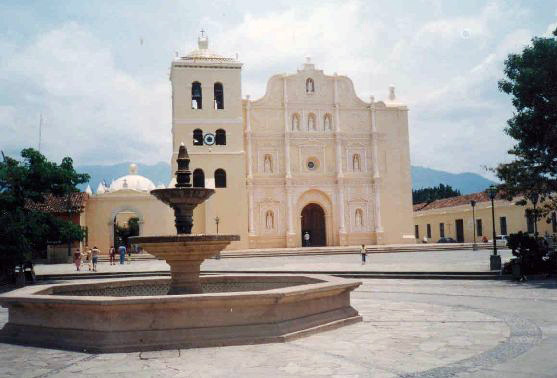
A templom és az előtte levő tér
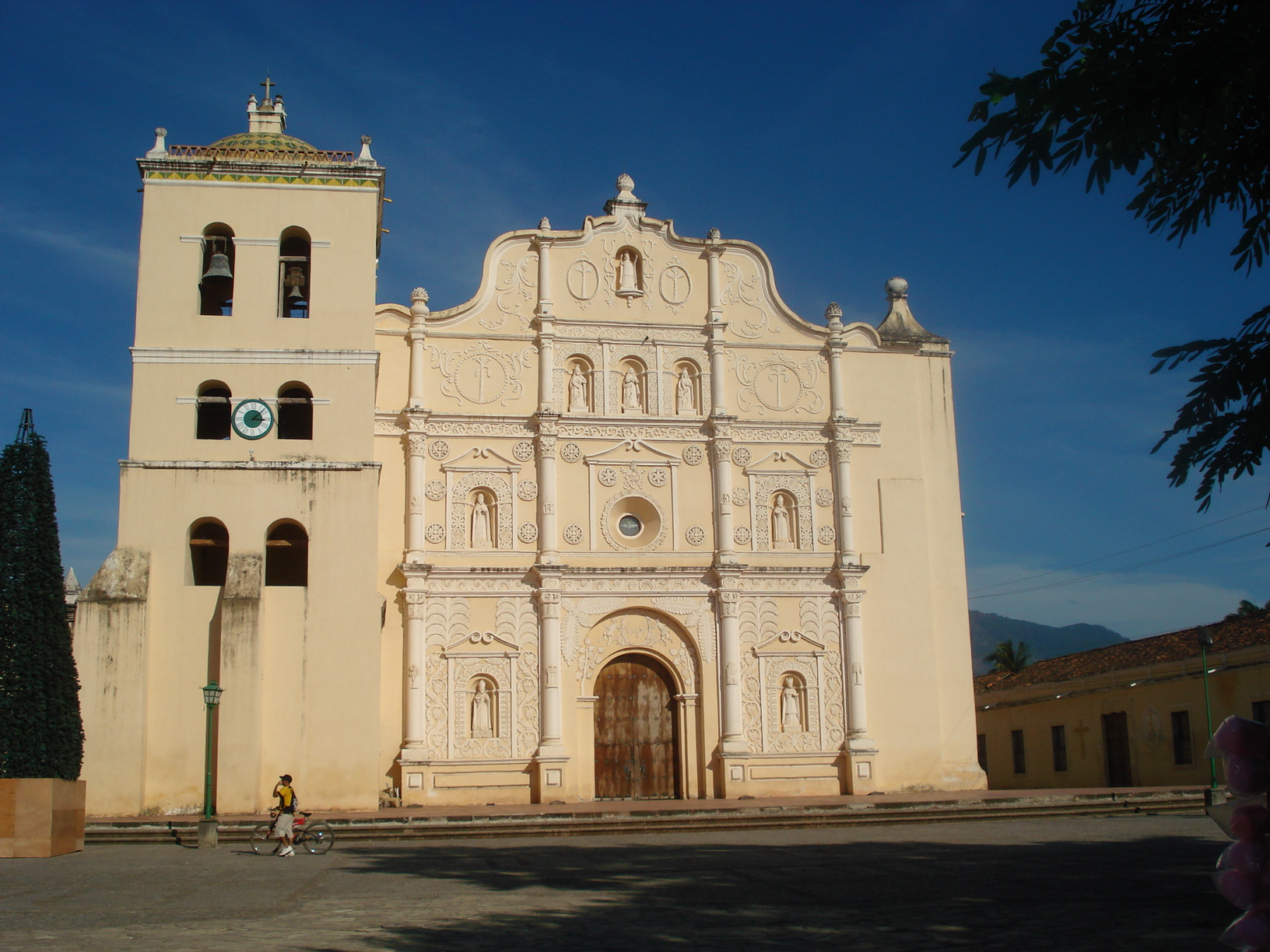
Más fényviszonyokban